# Komisje Kongresu Stanów Zjednoczonych

Pieczęć Kongresu

Komisje Kongresu Stanów Zjednoczonych (ang. United States Congressional Committees) – komisje amerykańskiego parlamentu,  element tworzenia amerykańskiego prawa i polityki państwa.

## Rodzaje komisji
We współczesnym Kongresie funkcjonują komisje: stałe, specjalne, wspólne i uzgodnień. Występują one w różnych formach: komisje upoważniające (rolnictwa, sił zbrojnych, czy bankowe) są ośrodkami tworzenia polityki na Kapitolu (jako ważne komisje, proponują one rozwiązania problemów publicznych i zalecają ustalone przez siebie poziomy wydatków na programy znajdujące się pod ich jurysdykcją). Innym rodzajem komisji stałych są komisje przydzielające (jak na przykład komisje kredytów budżetowych), które określają kwoty, jakie mają otrzymać poszczególne instytucje i programy celowe. Ponieważ zachodzi między tymi dwoma rodzajami komisji sprzeczność interesów, często dochodzi do konfliktów, zwłaszcza w dziedzinach, w których występuje niedobór środków.

### Komisje stałe
Komisje stałe (ang. standing committees) oznaczają stałe ciało, które powstało na mocy prawa publicznego lub poprawek do regulaminów Izby Reprezentantów i Senatu. Komisje stałe przechodzą na kolejne kadencje Kongresu i wyjątkowo rzadko są rozwiązywane i tworzone nowe.
W gestii komisji stałych leży większość codziennych i rocznych prac Kongresu. W przeważającej większości ustawy rozpatrywane podczas posiedzeń obu izb Kongresu, są uprzednio zatwierdzane przez właściwe dla danej sprawy komisje. Negatywna opinia członków komisji sprawia, że dany projekt upada i w ogóle nie jest debetowany na posiedzeniu plenarnym.

#### Liczba członków

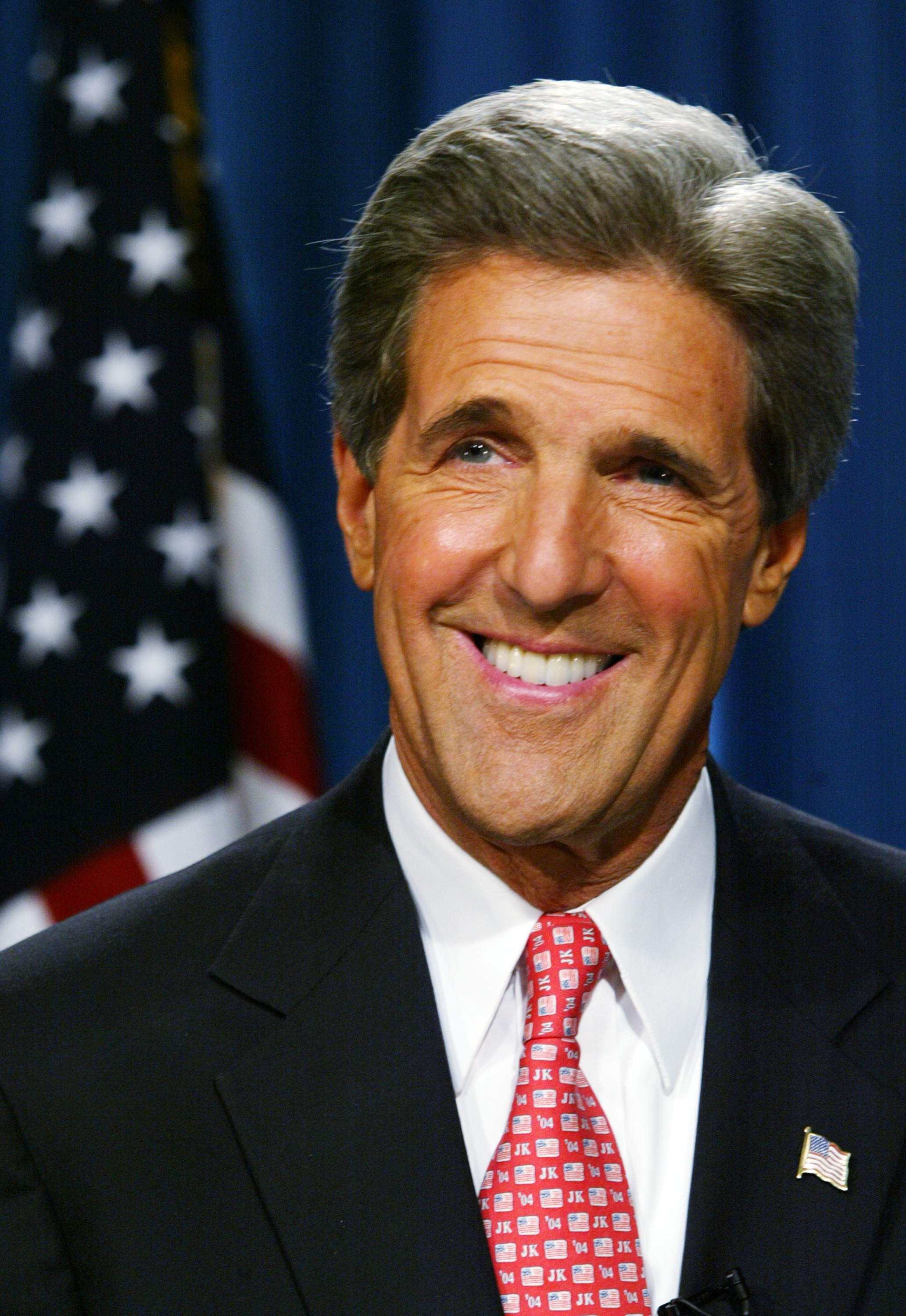
Dla Johna Kerry’ego nagięto zwyczaje Senatu i mógł być on członkiem dwóch „ważniejszych komisji”, co miało zwiększyć jego szansę na reelekcję

„Ustawa o reorganizacji legislatywy” z 1946 określiła liczbę członków komisji stałych i ich kompetencje. Od tamtej pory obie izby Kongresu zwiększały liczbę członków, a w 1975 Izba Reprezentantów w ogóle wykreśliła z regulaminu izby wzmianki dotyczące członków komisji (o ich liczbie i partyjnych proporcjach). Obecnie liczbę członków komisji i partyjnej proporcji w Izbie Reprezentantów określają liderzy partii większościowej, a w Senacie liderzy większości i mniejszości w drodze negocjacji. Zresztą Senat, który charakteryzuje się swoistą kurtuazją we wzajemnych stosunkach, dopuszcza wyjątkowo liberalne prawo w obowiązkowych pracach w komisjach. Na przykład dopuszcza się zniesienie limitu pracy w maksymalnie dwóch ważniejszych komisjach: czterech demokratów Max Baucus, Howell Heflin, John Kerry i John Rockefeller IV mogło pracować w czterech ważniejszych komisjach w 101. Kongresie (1989–1991), co miało zwiększyć ich szanse w reelekcji w 1990.
W przypadku Izby Reprezentantów, w której o obsadzie osobowej poszczególnych komisji decyduje partia większościowa, zdarzają się takie sytuacje, że partia większościowa umniejsza rolę mniejszości także poprzez przydzielenie im znacznie mniejszej ilości personelu etatowego. Na przykład regulamin Klubu Demokratów w Izbie stanowił, iż „należy tak ustanowić proporcje w komisjach, aby tworzyć silne robocze większości w każdej komisji. Określając proporcje w komisjach stałych, Spiker Izby powinien zapewnić relacje co najmniej trzech demokratów na każdych dwóch republikanów”.

#### Podkomisje
Regulamin Izby Reprezentantów stanowi, iż każda komisja stała, licząca ponad 20 członków, posiada co najmniej cztery podkomisje (z wyjątkiem Budżetowej, gdzie występują zespoły zadaniowe, pełniące niejako funkcję podkomisji). Podobnie jak komisje stałe, podkomisje posiadają różnorodne regulaminy i procedury, ustalenia personelu etatowego w stosunkach wewnętrznych, z innymi podkomisjami czy z komisją nadrzędną. Ich dużą ilość tłumaczy się skomplikowanymi problemami wymagającymi specjalizacji, żądaniami grup interesów oraz dążeniem członków Komisji do przewodniczenia podkomisjom.

### Komisje nadzwyczajne lub specjalne
Komisje nadzwyczajne (ang. select committees) i komisje specjalne (ang. special committees) to najczęściej tymczasowymi ciałami działającymi zwykle do końca dwuletniej kadencji Kongresu. Niekiedy jednak komisje nadzwyczajne przyjmują cechy komisji stałych: na przykład Izba Reprezentantów ma Stałą Specjalną Komisję do Spraw Ludzi Starych i Stałą Specjalną Komisję do Spraw Wywiadu. Komisje nadzwyczajne nie mają charakteru „władzy ustawodawczej” (prawa do opiniowania czy proponowania aktów prawnych), a jedynie badać, prowadzić dochodzenia i przedstawiać zalecenia. Na przykład obie izby powołały w 1987 komisje do zbadania potajemnej sprzedaży broni amerykańskiej Iranowi w zamian za zakładników amerykańskich, a następnie przekazanie funduszy z tych transakcji partyzantom contras w Nikaragui.
Komisje nadzwyczajne są powoływane z różnych powodów:
1. Rozpatrywanie problemów interesujących poszczególnych członków. Przewodniczący tych komisji mogą przyciągnąć na siebie uwagę opinii publicznej, jak to miało miejsce choćby w przypadku Harry’ego Trumana, który był szefem specjalnej komisji badającej praktyki zaopatrywania się w broń przez siły zbrojne podczas II wojny światowej.
2. Komisje nadzwyczajne stanowią punkt dostępu do różnych grup interesów (mali przedsiębiorcy, emeryci czy Indian).
3. Komisje specjalne uzupełniają system komisji stałych poprzez nadzorowanie i badanie problemów, na które komisje stałe nie mają czasu lub które wolą zignorować.
4. Komisje nadzwyczajne można powołać w celu koordynacji konkretnego procesu, którymi zajmuje się kilka komisji stałych. W ten sposób rozwiązuje się nieunikniony spór o uprawnienia w procesie ustawodawczym.

### Komisje wspólne

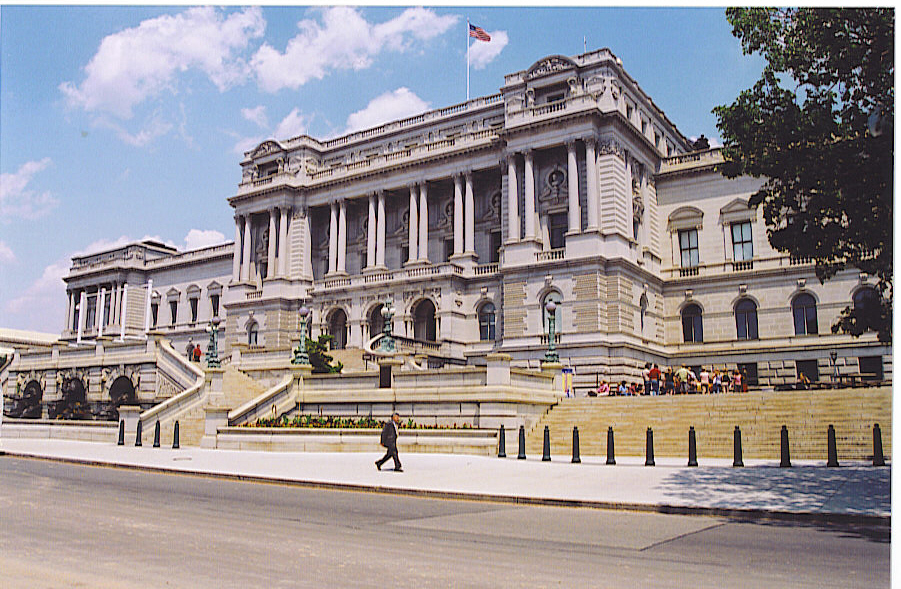
Biblioteka Kongresu jest nadzorowana przez wspólną komisję reprezentantów i senatorów

W skład komisji wspólnych (ang. Joint congressional committees) wchodzą członkowie obu izb. Komisje wspólne powoływano już w za czasów 1. Kongresu w 1789 do badania, prowadzenia dochodzeń, nadzorowania i prac rutynowych. Członkowie są mianowani przez spikera w przypadku Izby Reprezentantów i wiceprezydenta, przewodniczącego Senatu w przypadku Senatu. Przewodniczenie w komisjach wspólnych zmienia się rotacyjnie między przedstawicielami Izby i Senatu w każdej nowej kadencji Kongresu lub kolejnej sesji.
Obecnie funkcjonują cztery komisje wspólne:
- Komisja Wspólna ds. Biblioteki – nadzoruje Bibliotekę Kongresu;
- Komisja Wspólna ds. Wydawnictw – nadzoruje Drukarnię Rządową;
- Komisja Wspólna Podatkowa – ścisła współpraca personelu etatowego komisji podatkowych obu izb;
- Komisja Wspólna ds. Ekonomicznych – prowadzi przesłuchania w bardzo szerokim zakresie problemów ekonomicznych, krajowych i międzynarodowych.

### Komisje uzgodnień
Zanim ustawa zostanie przedstawiona prezydentowi Stanów Zjednoczonych do podpisu musi zostać uchwalona jednomyślnie przez obie izby Kongresu. Komisje uzgodnień (ang. Conference committee) godzą różnice między podobnymi aktami uchwalonymi przez obie izby. Z tej przyczyny, komisje uzgodnień stają jednym z najważniejszych ciał Kongresu i nie bez przyczyny, komisje uzgodnień są często nazywane „trzecią izbą Kongresu”.
Jeden z kongresmenów tak opisał znaczenie komisji uzgodnień:
Kiedy wszedłem do Kongresu, nie miałem pojęcia o znaczeniu komisji uzgodnień, które w rzeczywistości piszą ustawy. Wszyscy wiedzieliśmy, że są w nich formułowane ważne prawa, ale nie sądzę, aby choć jednak osoba na milion potrafiła docenić ich znaczenie i procedurę, według której działają. Częściowym wyjaśnieniem może być oczywiście to, że nigdy nie powstaje żaden drukowany zapis tego, co się odbywa podczas uzgodnień

## Przydzielanie do komisji
Kongresmeni dostrzegają szansę w pracy w „odpowiednich” komisjach. Nowo wybrani reprezentanci i senatorowie szybko powiadamiają swoich liderów partyjnych o swoich „zainteresowaniach”. Członkowie Kongresu, którzy służą kolejną kadencję przy okazji nowej kadencji podejmują próby przeniesienia siebie do bardziej prestiżowej komisji.

### Hierarchizacja komisji
Wśród stałych komisji i najbardziej pożądanymi są Komisja Środków i Zasobów w Izbie Reprezentantów i Komisja Finansowa w Senacie, które ustalają podatki oraz Komisje Kredytów Budżetowych w obu izbach, które „trzymają sznurki federalnej sakiewki”.
Wśród komisji, do których rzadko ustawia się kolejka chętnych to izbowe Komisja Dystryktu Kolumbii i Komisja Etyki Zawodowej oraz senacka Komisja do Spraw Etyki. W tej pierwszej reprezentanci zajmują się jedynie sprawami lokalnymi, a nie krajowymi. Komisje etyk w obu izbach nie cieszą się popularnością, ponieważ kongresmeni niechętnie sądzą swoich kolegów. Warto wspomnieć, że w komisjach etyk zasiada równa ilość demokratów i republikanów.
Z biegiem lat, prestiż zasiadania w danej komisji może się zmieniać. Na przykład Komisja Sprawiedliwości w Izbie była niezwykle popularna w czasie próby postawienia w stan oskarżenia prezydenta Richarda Nixona. W kolejnych latach traciła wiele ze swej atrakcyjności, głównie za kontrowersyjną tematykę jaką się zajmuje (m.in. aborcja, modlitwa szkolna, kontrola posiadania broni czy kara śmierci). Z kolei senacka Komisja do Spraw Wywiadu była „niegdyś cichym zaułkiem, którego unikała większość członków, ponieważ przeważnie zajmowała się sprawami tajnymi i nie przynosiła żadnego wpływu w rodzimym stanie”, natomiast w latach 80. XX wieku przyciągnęła dziesiątki zgłoszeń z racji swojego rosnącego wpływ na sprawy zagraniczne.

### Preferencje polityczne
Profesor nauk politycznych, Richard F. Fenno Jr., prowadził badania nad komisjami w Izbie Reprezentantów. W swojej analizie ustalił, że na chęci członków uczestnictwa w komisjach wypływają trzy podstawowe cele kongresmenów. Wskazał też komisje, do których najchętniej by należeli:
- powtórny wybór: komisje spraw wewnętrznych oraz poczt i administracji;
- wpływy: komisje kredytów budżetowych oraz środków i zasobów;
- prowadzenie dobrej polityki publicznej: komisje oświaty i pracy oraz spraw zagranicznych.

Richard Fenno stwierdził także, że członkami poszczególnych komisji zostają politycy o podobnych celach, co powoduje powstawanie wprawdzie harmonijnych komisji, lecz mało obiektywnych.

### Jak dokonuje się przydziałów
Każda partia w obu izbach posiada swój komitet, którzy przegląda i analizuje zgłoszenia swoich członków o przydziały do komisji:
|              | Izba Reprezentantów                     | Senat              |
| ------------ | --------------------------------------- | ------------------ |
| Demokraci    | Komitet Sterowania i Polityki           | Komitet Sterowania |
| Republikanie | Komitet do Spraw Przydziałów do Komisji | Komitet Komisji    |

Decyzje partyjnych komitetów to jednak dopiero pierwszy, lecz de facto najważniejszy etap w procedurze dokonywania przydziałów. Drugi etap polega na zatwierdzeniu przydziałów przez kluby partyjne. Trzeci, to formalne – pro forma – wybory na posiedzeniu plenarnym izby.
Kryteria formalne. Komitety partyjne mają wewnętrzne kryteria przydziałów. Na przykład Republikanie w Izbie Reprezentantów dzielą komisje na ekskluzywne, ważniejsze i mniej ważne. Żaden reprezentant nie może zasiadać w dwóch ekskluzywnych komisjach.
Demokraci w Senacie od 1953 stosują tzw. „regułę Johnsona”: każdy senator najpierw wybiera sobie jedną ważniejszą komisję; gdy senatorowie dokonają pierwszego wyboru, mogą wybrać sobie kolejną komisje itd. Republikanie w Senacie również zastosowali tę regułę.

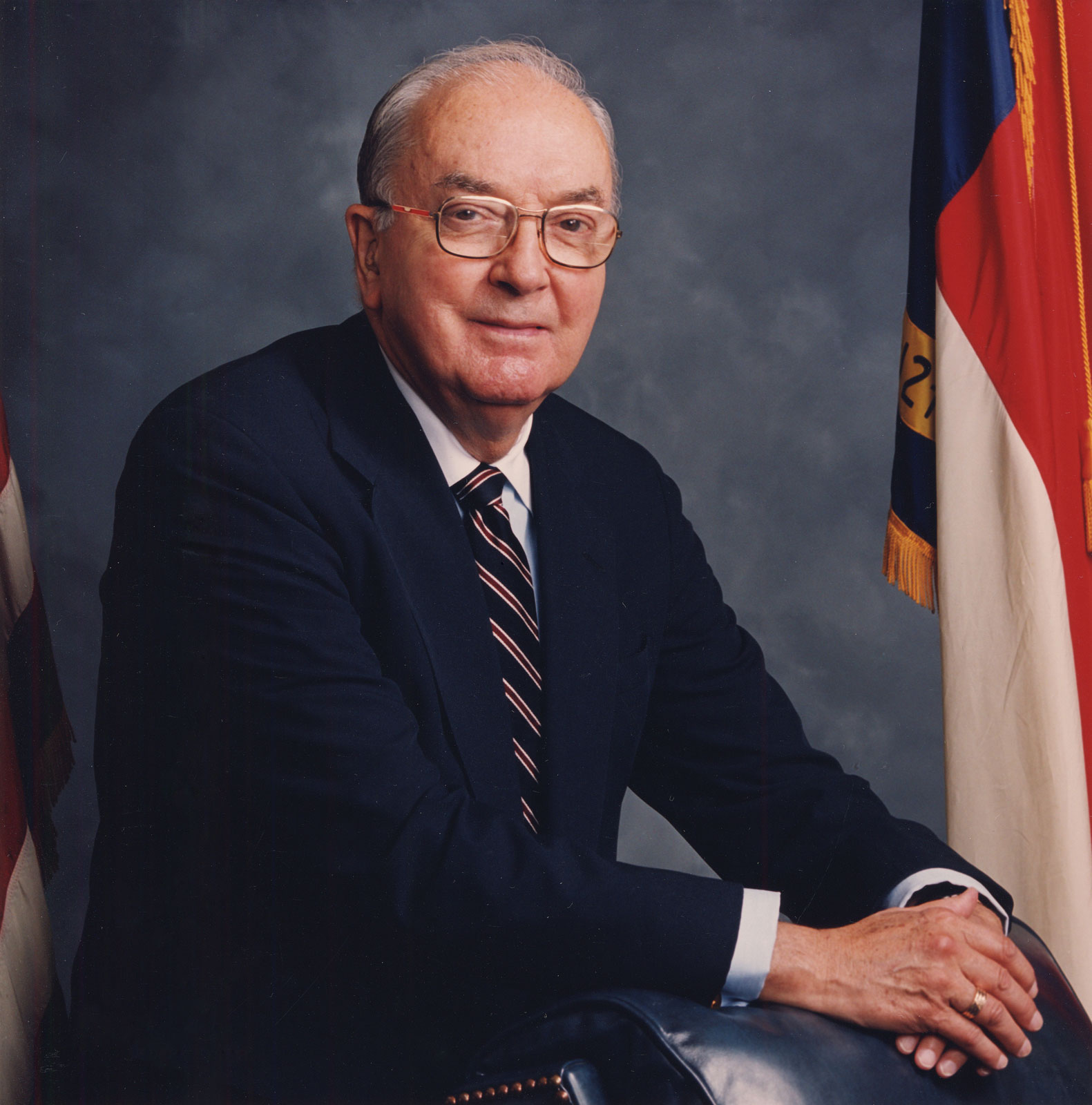
Senator Jesse Helms odwołał się do zwyczajów partyjnych, kiedy chciał objąć funkcję lidera mniejszości w jednej z komisji

Kryteria nieformalne. Oprócz formalnych regulaminów obowiązujących w obu partiach, komitety przydzielają członków swojej partii także na ich życzenie i zainteresowania. Gerald Ford, niegdyś lider mniejszości w Izbie Reprezentantów powiedział: „Lubimy dawać ludziom przydziały do komisji, ponieważ tego chcą i ponieważ poszerza to ich atrakcyjność polityczną”.
Starszeństwo. Partie doceniają długość sprawowania urzędów przez członków Kongresu (szczególnie w Senacie). Kongresmen o najdłuższym jest zawsze umieszczany na pierwszym miejscu w kolejce. Najbardziej sztywno stosują to Republikanie w Senacie: zasada długość sprawowania urzędu odgrywa decydującą rolę, gdy więcej niż jeden senatorów ubiega się o miejsce w jednej komisji.
W 99. Kongresie (1985-1987) przewodniczącym Komisji Spraw Zagranicznych został republikanin Richard Lugar, pomimo iż dłuższym stażem w komisji był Jesse Helms (ten jednak w kampanii w 1984 obiecał to swoim wyborcom). W 100. Kongresie większość objęli demokraci i Lugar został głosami komisji wybranym Liderem Mniejszości w Komisji (ang. Ranking Member, właśc. Funkcyjny Członek). Helms powołując się na zwyczaj partyjny domagał się jednak tej funkcji. Decyzję Komisji musiał – zgodnie z regulaminem Konferencji Republikanów w Senacie – zatwierdzić klub. W tajnym głosowaniu Helms wygrał stosunkiem 24:17.

## Przewodnictwo komisjom
Komisjami Kongresu kierują ich przewodniczący (ang. chairman) oraz funkcyjny członek mniejszości (ang. ranking minority member), czyli najwyższy rangą (odpowiednik lidera mniejszości) członek partii mniejszościowej.

### Przewodniczący

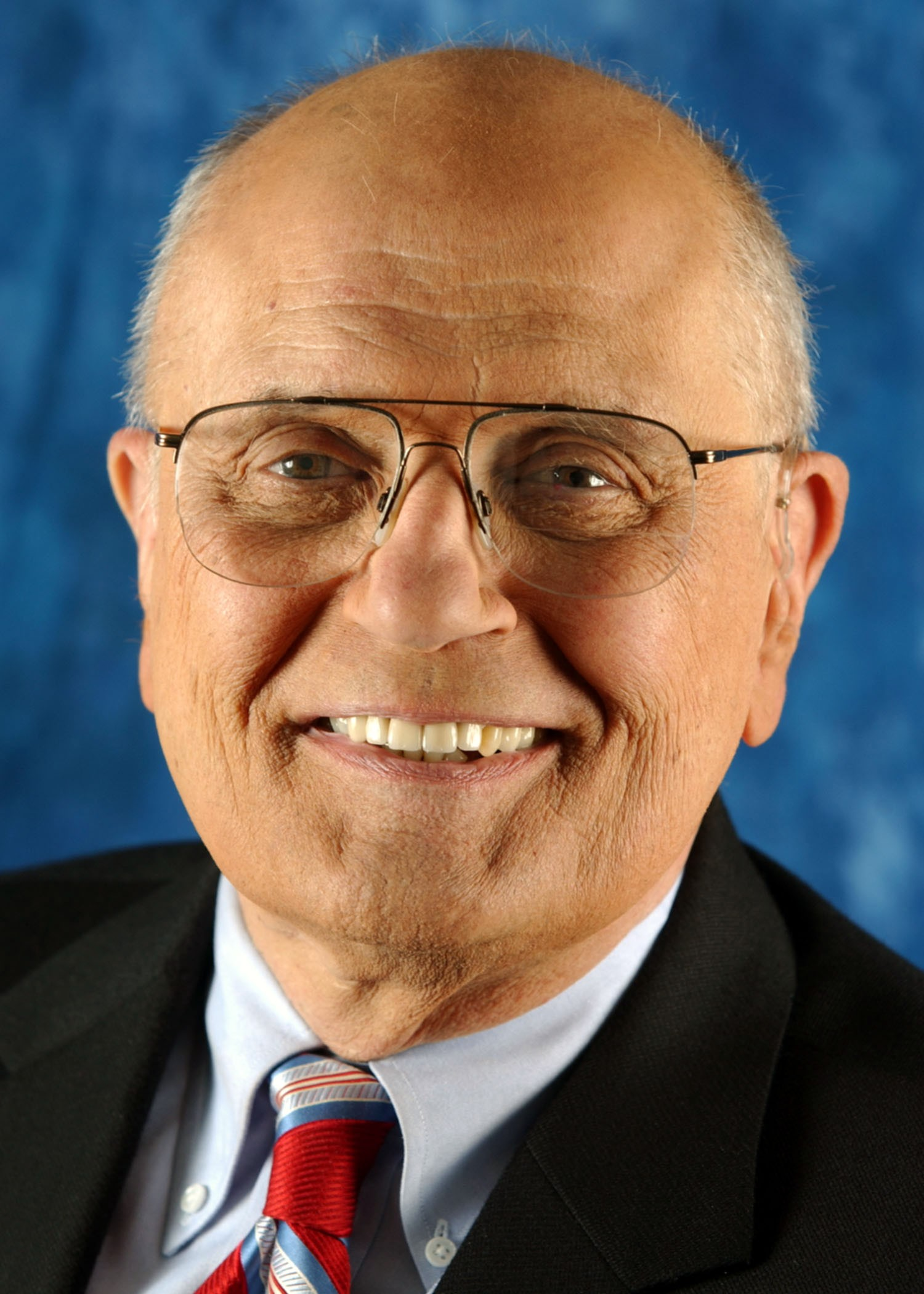
John Dingell skutecznie korzystał z uprawnień przewodniczącego przy forsowaniu własnych pomysłów

Przewodniczący jest najważniejszą osobą w komisji. Zwołuje zebrania, ustala porządek obrad, zatrudnia i zwalnia personel etatowy większości, organizuje przesłuchania, rekomenduje przedstawicieli większości do komisji uzgodnień, przydzielają komisjom fundusze i pomieszczenia, opracowują strategie legislacyjne, przewodniczą obradom i zebraniom redakcyjnym oraz regulują wewnętrzne sprawy i organizację komisji.
Przewodniczący może, poprzez nieumieszczanie do porządku obrad projektu ustawy, najzwyczajniej doprowadzić do jej odrzucenia. Może także tak wyznaczać datę obrad, że zwolennicy lub przeciwnicy ustawy z różnych powodów nie mogą być obecni podczas głosowania.
Autorytet przewodniczącego jest oparty na większości w komisjach i innych – formalnych i nieformalnych – czynnikach, tj.: kongresowym doświadczeniu, kontrolowaniu harmonogramu pracy czy finansowaniu środków komisji. Kiedy jeden z członków Komisji do Spraw Energii i Handlu w Izbie powiedział przewodniczącemu Johnowi Dingellowi, że brak mu głosów do przeforsowania projektu, Dingell odparł: „Tak, ale ja mam młotek przewodniczącego”. Przewodniczący Dingell przełożył zebranie i większość nie miała okazji do odrzucenia projektu.
Jednakże szefowie komisji nie mogą traktować swoich komisji niczym własnego lenna. Zwłaszcza w Izbie Reprezentantów zmiany w regulaminie Izby ograniczyły władzę przewodniczących komisji stałych w wewnętrznych sprawach na rzecz funkcyjnego członka mniejszości.

### Funkcyjny członek mniejszości
Funkcyjny członek mniejszości (odpowiednik lidera mniejszości w izbach Kongresu) także jest (obok przewodniczącego z partii większościowej) wpływową postacią w komisjach. Ma prawo m.in. mianować przedstawicieli mniejszości do komisji uzgodnień, zatrudniać i zwalniać pracowników etatowych dla mniejszości, zasiadać z urzędu we wszystkich podkomisjach, brać udział w ustalaniu porządku obrad komisji oraz wprowadzać projekty ustaw na sesje plenarne.
Zdarza się, że szef mniejszości zgadza się z ogólnymi założeniami prowadzania polityki komisji z przewodniczącym, czym często wzburza młodszych kolegów z partii. W różnych komisjach zmienia się także jego wpływ i pozycja w komisji. Na przykład były funkcyjny członek mniejszości Komisji Sił Zbrojnych w Izbie Bill Dickinson był postacią kluczową i emisariuszem komisji do sekretarza obrony.